# Taonius
Taonius Steenstrup, 1861 è un genere di molluschi cefalopodi appartenente alla famiglia Cranchiidae.

## Descrizione
Taonius ha mantello allungato, snello, che termina posteriormente con una coda filiforme appuntita. La consistenza dell'animale adulto è gelatinosa. Le pinne sono lunghe e strette, a forma di punta di lancia e si estendono restringendosi fino alla fine posteriore del mantello. L'imbuto è molto grande. Gli occhi negli adulti sono molto grandi, sono diretti in avanti e hanno forma sferica, nelle paralarve sono portati su lunghi peduncoli; sul lato ventrale del globo oculare sono presenti due grandi fotofori. La clava tentacolare è sprovvista di uncini ma presenta alcune ventose ingrandite dotate di uno o due denti; nei due terzi distali dello stelo tentacolare sono presenti due serie di ventose alternate a cuscinetti.
La lunghezza del mantello può raggiungere i 66 cm.

## Distribuzione e habitat
Il genere ha distribuzione cosmopolita.
Le paralarve si incontrano in acque relativamente superficiali mentre gli adulti vivono ad alte profondità anche superiori a 2000 metri; non sembra che nessuna specie di questo genere effettui migrazioni nictemerali. Sono animali pelagici in ogni stadio vitale.

## Biologia

### Riproduzione
Avviene di notte in acque prossime alla superficie.

## Tassonomia
Il genere comprende tre specie::
- Taonius belone (Chun, 1906)
- Taonius borealis (Nesis, 1972)
- Taonius pavo (Lesueur, 1821)